# 火炬兰
火炬兰（学名：Grosourdya appendiculata）为兰科火炬兰属下的一个种。